# Тихальский, Вячеслав Григорьевич
Вячеслав Григорьевич Тихальский (29 сентября 1867, село Колодное, Волынская губерния — 1939, Кашира, Московская область) — русский педагог и преподаватель русского и славянского языков, а также педагогики, основатель и первый директор (1913 год) Александровской учительской семинарии (ныне в г. Запорожье, Украина).

## Биография
Вячеслав Григорьевич Тихальский родился 29 сентября 1867 года на Волыни в семье майора (1876) русской армии Г. Г. Тыхальского, участника обороны Севастополя в 1854-56 гг., происходившего из древнего (известного с 1640 г.) рода волынской шляхты Тыхальских, признанный в потомственном дворянстве Российской Империи Указом Правительствующего Сената по Департаменту Герольдии 8 июня 1848 г. № 16687. Мать: дворянка Камилла (Камилия) Владиславовна Тыхальская (ур. Савицкая). По окончании Волынской духовной семинарии поступил в 1886 г. в Московскую духовную академию, которую окончил в 1890 году со степенью кандидата богословия. Среди русских писателей особенно ценил Н. А. Некрасова.
Начиная с 1890 года на службе по Ведомству Народного Просвещения: учитель русского и славянского языков в Скопинском духовном училище (декабрь 1894 г.), Предложением Попечителя Московского учебного округа от 10 сентября 1897 г. № 19117 назначен преподавателем педагогики и русского языка в Смоленской Мариинской женской гимназии;
С 1902 года на административной работе: Предложением Попечителя Московского учебного округа от 6 марта 1902 года № 4179 назначен инспектором народных училищ 5-го участка Тульской губернии (г. Новосиль).
Высочайшим приказом по Гражданскому Ведомству от 9 марта 1902 г. № 16 утвержден в чине коллежского асессора со старшинством с 8 декабря 1894 года.
Предложением Попечителя Московского Учебного Округа от 30 сентября 1904 года № 21598 перемещён на должность инспектора народных училищ 8-го участка Тверской губернии (г. Торжок).
Предложением Попечителя Московского учебного округа от 1 января 1908 года № 30 перемещён на должность инспектора народных училищ 3-го участка Московской губернии (г. Серпухов).
Высочайшим приказом по Гражданскому ведомству от 1 февраля 1910 года № 6 произведён за выслугу лет в коллежские советники, со старшинством с 1 марта 1902 года.
Высочайшим приказом по Гражданскому ведомству от 10 июня 1911 г. за № 43 произведён за выслугу лет в статские советники со старшинством с 1 марта 1906 года.
С 1912 года — директор Арзамасской учительской семинарии, в 1913 году основал и стал первым директором Александровской учительской семинарии (ныне в г. Запорожье, Украина). После революции продолжил педагогическую деятельность, был директором семилетней неполной средней школы в г. Кашира, Московской обл. Умер в 1939 году.

## Награды
Высочайшим приказом по Министерству Народного Просвещения 1 января 1902 года за отлично-усердную службу награждён орденом св. Станислава 3 степени. Высочайшим приказом по Министерству Народного Просвещения 1 января 1911 г. № 1 награждён орденом св. Анны 3 степени.

## Семья
Женился вторым браком на дочери подполковника артиллерии и каширского земского начальника Н. А. Аверкиева — Людмиле Николаевне Аверкиевой, у них родилось две дочери: Валентина (1904 −1978), вышла замуж за Г. Н. Тархова, Маргарита (1907—1987), вышла замуж за К. Н. Солоделова.

## Отзывы
По отзыву Попечителя Московского учебного округа, посланного в Петербург при переводе В. Г. Тихальского из Арзамаса в Александровск: «…Г. Тихальский проявил любовь к педагогическому делу, административные способности и такт, благодаря которым с успехом исполнял служебные обязанности и был всегда на лучшем счету…».